# Linia kolejowa Szuchaucy – Orsza
Linia kolejowa Szuchaucy – Orsza – linia kolejowa na Białorusi łącząca granicę państwową z Rosją i przystanek Szuchaucy ze stacją Orsza Centralna. Jest to fragment linii Moskwa - Mińsk - Brześć i część II Paneuropejskiego Korytarza Transportowego Zachód – Wschód łączącego Berlin z Moskwą E 20.
Linia położona jest w obwodzie witebskim. Na całej długości linia jest zelektryfikowana oraz dwutorowa.

## Historia
Linia powstała jako część Kolei Moskiewsko-Brzeskiej. 28 listopada 1871 połączono stację Osinówka z Brześciem, a dzień później otwarto drugą część linii do Moskwy. 22 grudnia 1976 rozpoczęto jej elektryfikację, którą zakończono 27 grudnia 1979. Do 2 lipca 1981 sieć trakcyjna kończyła się w Szuchaucach. W tym dniu przedłużoną ją w kierunku Smoleńska i linią przejechała pierwsza elektryczna lokomotywa prowadząca skład towarowy.